# Gran Premio de Cartagena de Indias

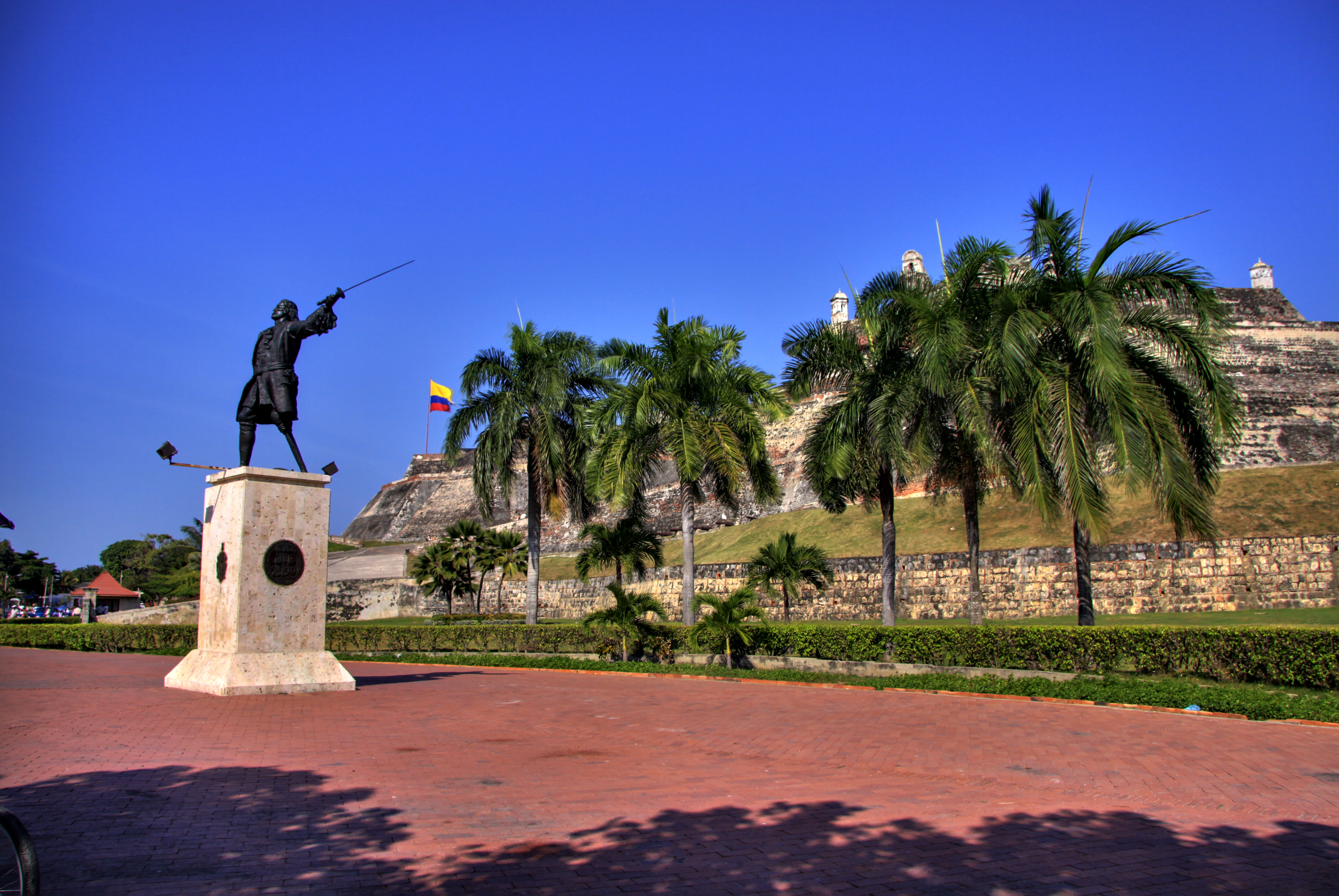
Cartagena de Indias, Colombia.

El Gran Premio de Cartagena de Indias es un circuito callejero ubicado en la ciudad colombiana de Cartagena. La pista tiene una longitud total de 1450 metros, el récord de pista lo ostenta Mitchel Quevedo con un tiempo de 47,286 segundos. El gran premio se ha disputado un total de 5 veces, con ganadores de diversas categorías entre ellas pilotos de Fórmula 1 e IndyCar Series.

## Historia

### 2003
La primera válida se corre en 2003 y fue organizada por Juan Pablo Montoya y su esposa Connie Freydell como un evento de la Fundación Fórmula Sonrisas. Esta válida contó con la participación de pilotos internacionales como Dan Wheldon, Antonio Pizzonia y Helio Castro Neves.

### 2005
La carrera se repetiría en 2005, año en el que sería el ganador el probador de la escudería McLaren Pedro de la Rosa.

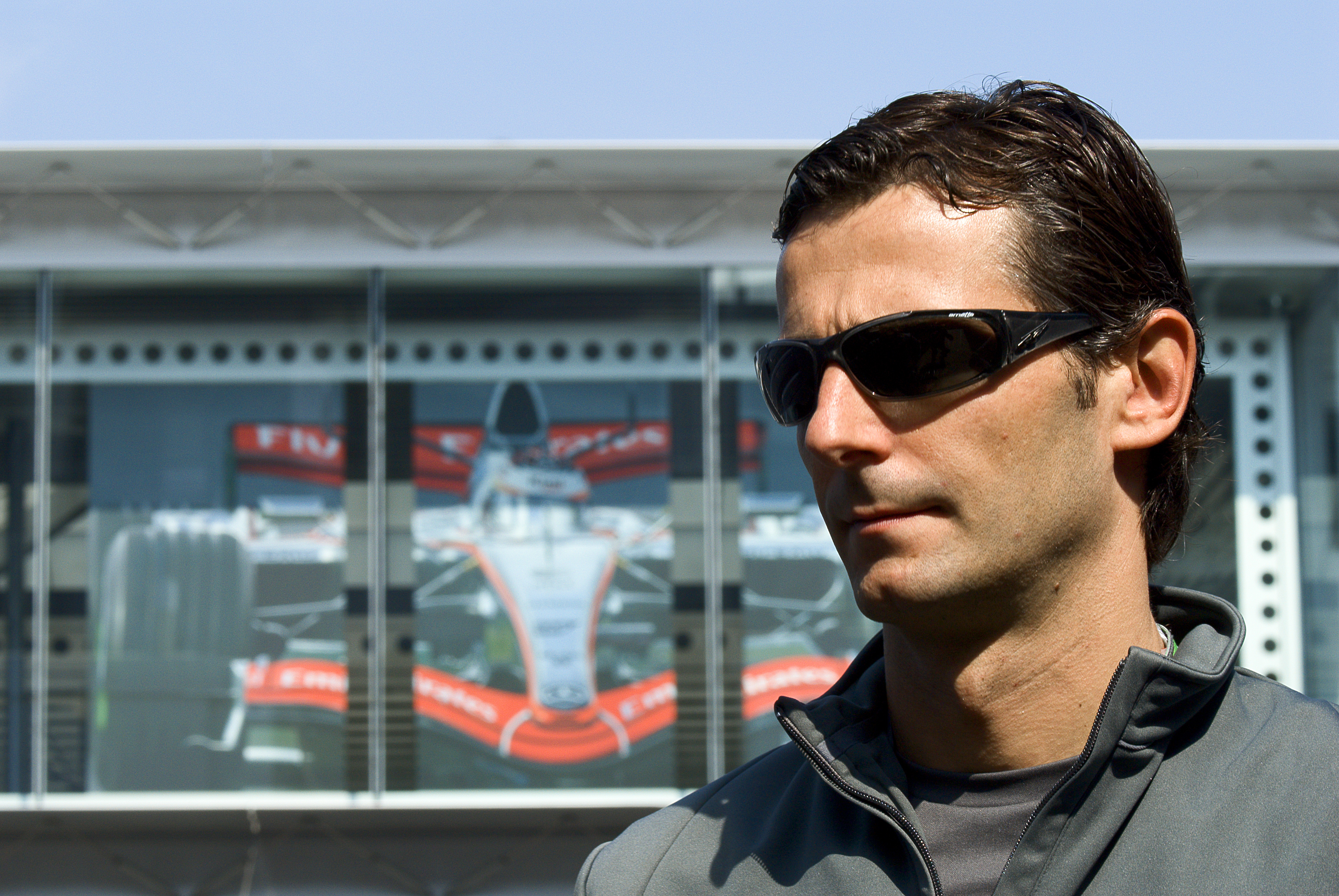
Pedro de la Rosa ganador de la Carrera en su versión 2005.

### 2007
En esta válida participaron pilotos de la EasyKart y de la Fórmula Colombia, se decidió que en esta carrera solo participaran pilotos colombianos. La edición fue ganada por Martín Sala.

### 2008
En este año participan pilotos colombianos como Sebastian Saavedra y Steven Guerreos, pilotos de la IndyLight Series, subcampeones en la división alemana y británica respectivamente. También participan Martin Sala y Gabriel Chávez, destacados automovilistas colombianos. La válida fue ganada por Mitchell Quevedo de la Easykart Colombia, quien establece el récord de pista actual de solo 47,286 segundos en su kart de 125 cc.

### 2009
La edición 2009 se realizó en el marco del reinado de belleza colombiano. Esta edición contó con la participación del expiloto de Fórmula 1 por la escudería Renault Nelson Piquet, recordado por su escándalo en el Gran Premio de Singapur de 2008. Otras figuras de este año fueron el Mexicano Salvador “Chava ” Duran de la A1GP y James Davidson. Los pilotos colombianos más importantes fueron Martín Sala, quien obtuvo resultados alentadores en la Fórmula BMW, Juan Pablo Gracia que corre en la Eurocop Formula Renault.

## Ganadores
| 2003 | Ricardo Sperafico |
| 2004 | No hubo carrera   |
| 2005 | Pedro de la Rosa  |
| 2006 | No hubo carrera   |
| 2007 | Martín Sala       |
| 2008 | Mitchel Quevedo   |
| 2009 | Juan David López  |
| 2011 | Antonio Pizzonia  |